# Athroisma stuhlmannii
Athroisma stuhlmannii là một loài thực vật có hoa trong họ Cúc. Loài này được (O.Hoffm.) Mattf. mô tả khoa học đầu tiên năm 1936.